# Арпад Тордай
Арпад Тордай (рум. Árpád Tordai, нар. 11 березня 1997, Тиргу-Муреш) — румунський футболіст, воротар литовського клубу «Жальгіріс». Чемпіон Румунії, володар Кубка Румунії та Суперкубка Румунії. Чемпіон Литви та володар Суперкубка Литви.

## Клубна кар'єра
Арпад Тордай народився 1997 року в місті Тиргу-Муреш, та є вихованцем футбольної Академії Хаджі. У професійному футболі дебютував 2014 року в складі команди «Віїторул» (Констанца), проте основним воротарем команди не став, і керівництво клубу до 2021 року періодично відправляло Тордая в оренду до клубів «Петролул», «Університатя» (Клуж-Напока) та «Фегервар». У 2021 році футболіст перейшов до угорського клубу «Мезйокйовешд», у якому грав до 2024 року.
У 2024 році Арпад Тордай перейшов до литовського клубу «Жальгіріс». У складі вільнюської команди румунський воротар у 2024 році став чемпіоном Литви, а в 2025 році став володарем Суперкубка Литви.

## Виступи за збірні
У 2013 році Арпад Тордай дебютував у складі юнацької збірної Румунії, загалом на юнацькому рівні взяв участь у 12 іграх, пропустивши 15 голів.
Протягом 2017—2018 років Арпад Тордай залучався до складу молодіжної збірної Румунії, на молодіжному рівні зіграв в одному офіційному матчі, пропустив 1 гол.

## Титули і досягнення
- Чемпіон Румунії (1):

«Віїторул» (Констанца): 2016–2017
- Володар Кубка Румунії (1):

«Віїторул» (Констанца): 2018–2019
- Володар Суперкубка Румунії (1):

«Віїторул» (Констанца): 2019
- Чемпіон Литви (1):

«Жальгіріс»: 2024
- Володар Суперкубка Литви (1):

«Жальгіріс»: 2025